# Ansvarig utgivare
En ansvarig utgivare (ibland bara kallad utgivare) är i svensk lagstiftning en person som är enligt tryckfrihetsförordningen (TF) eller yttrandefrihetsgrundlagen (YGL) är ansvarig för mediepubliceringar. Vissa medier, till exempel periodiska skrifter och radio- och tv-sändningar, måste ha en ansvarig utgivare medan det är frivilligt för andra medier (t.ex. för webbsidor på internet och för skrifter som inte är avsedda att publiceras fler än fyra gånger per år). Att utse en ansvarig utgivare är en metod för att uppnå grundlagsskydd. Ibland krävs också en ansökan om utgivningsbevis.
Frågor om ansvarig utgivare och utgivningsbevis handhas av Patent- och registreringsverket (PRV) eller Myndigheten för press, radio och tv (MPRT) beroende på vilken typ av verksamhet det rör sig om.
En ansvarig utgivare ska ha fyllt arton år och får inte stå under förvaltare eller vara försatt i konkurs. Utgivaren måste vara bosatt i Sverige men behöver inte vara svensk medborgare.

## Den särskilda ansvarskedjan
Har en ansvarig utgivare utsetts, är denne exklusivt ansvarig för innehållet i en publicering. Detta kallas också ensamansvar. Att en person ensam är ansvarig innebär att t.ex. en journalist eller en meddelare som begått brott i och med publiceringen normalt slipper ansvar (se meddelarfrihet och de undantag som finns till detta). 
Den ansvarige utgivaren ansvarar endast för tryck- eller yttrandefrihetsbrott som räknas upp i TF och YGL. Ansvar för andra brott än de som räknas upp i grundlagarna är därför uteslutet. Om en webbsida väljer att inte registrera en ansvarig utgivare faller verksamheten under vanlig lag istället för grundlagen. Man ansvarar i så fall enligt såväl brottsbalken som annan lag, t.ex. lagen om ansvar för elektroniska anslagstavlor (också kallad BBS-lagen).
Även om det i praktiken kan vara en redaktör eller en annan person som styr vad som rent faktiskt publiceras i en tidning eller annat medium, så är den ansvarige utgivaren ansvarig. Denna förutsätts känna till innehållet, oavsett om denne faktiskt gör det eller inte. Vanliga straffrättsliga regler om uppsåt gäller således inte. Även när en publicering sker av misstag ansvarar utgivaren. I rättsfallet NJA 1991 s. 155 hade på en löpsedel av misstag skrivits "knarkkung" i stället för "krogkung". Den ansvarige utgivaren fälldes till ansvar för förtal. Invändningen om att publiceringen skett av misstag godtogs inte.
Även vid automatpublicerade texter (till exempel från TT) är det ansvarig utgivare som bär det fulla ansvaret.

## Undantag från ansvarskedjan
I vissa situationer åsidosätts den ansvarskedja som föreskrivs i TF och YGL. Det innebär antingen att både den ansvarige utgivaren och någon annan bär ansvaret för eventuella brott, eller att någon eller några andra bär ansvaret och utgivaren slipper ansvar helt, beroende på omständigheterna. 
- Några viktiga undantag är regler om upphovsrätt, kreditupplysningsverksamhet, barnpornografibrott, vissa kommersiella annonser och reklam m.m. då grundlagsskydd inte gäller överhuvudtaget utan alla ansvarar själv för sina handlingar (se 1 kap 8-10 §§ TF).
- De situationer då undantag görs från meddelarfriheten är också viktiga undantag från ansvarskedjan (bl.a. vissa brott mot rikets säkerhet och vissa kvalificerade tystnadsplikter).
- Den som låtit föra in en annons i en tidning bär normalt själv ansvaret för brott som innehållet kan utgöra, vilket är ytterligare ett undantag (se 8 kap 2 § TF).
- För en periodisk skrift (t.ex. en tidning) kan, istället för utgivaren, ansvaret klättra neråt i ansvarskedjan om utgivaren är obehörig, har avgått eller liknande. Det sker i denna ordning: 1) den ansvarige utgivarens ställföreträdare, 2) skriftens ägare, 3) den som tryckt skriften eller 4) den som spridit skriften.
- För annan tryckt skrift än periodisk (t.ex. böcker) ansvarar i första hand författaren, men under vissa förutsättningar kan förläggaren eller den som tryckt skriften ansvara. Till exempel om författaren valt att vara anonym ska förläggaren ansvara. Förläggaren kan därför i vissa fall betraktas som en variant av ansvarig utgivare.